# Миколаївка (Решетилівська міська громада)
Микола́ївка —  село в Україні, у Решетилівській міській громаді Полтавського району Полтавської області. Населення становить 190 осіб. До 2016 орган місцевого самоврядування — Потічанська сільська рада.

## Географія
Село Миколаївка знаходиться на відстані 0,5 км від села Потічок та за 1,5 км від села Паськівка. Селом протікає пересихаючий струмок з загатою.

## Історія
12 червня 2020 року, відповідно до розпорядження Кабінету Міністрів України № 721-р «Про визначення адміністративних центрів та затвердження територій територіальних громад Полтавської області», село увійшло до складу Решетилівської міської громади.
19 липня 2020 року, в результаті адміністративно - територіальної реформи та ліквідації Решетилівського району, село увійшло до складу новоутвореного Полтавського району Полтавської області.